# Гуцул Євгенія Олександрівна
Євгенія Олександрівна Гуцул, до шлюбу Буюкли (гаг. Evghenia Guțul, рум. Evghenia Guțul, рос. Евгения Гуцул; нар. 5 вересня 1986, Етулія, Вулканештський район, Молдавська РСР) — молдовська юристка, проросійська політична діячка. Башкан (голова) АТО Гагаузія та членкиня Уряду Молдови, на посаді з 19 липня 2023. У зв'язку з обвинувальним вироком, ухваленим 5 серпня 2025 року, достроково припинила виконання повноважень башкана.
На своїй посаді вона прагнула зблизити відносини з Росією.

## Біографія
Євгенія Буюкли народилася 5 вересня 1986 року в селі Етулія Молдавської РСР. На момент обрання продовжувала жити в селі Етулія Вулканештського району.
За фахом юристка. Місце роботи та посада у передвиборчих деклараціях не вказані.

## Кандидатка у Башкани Гагаузії
2023 року висунула кандидатуру на виборах Башкана Гагаузії від проросійської партії «Шор», обіцяла в разі обрання побудувати аеропорт за 100 млн євро, підвищити зарплати бюджетникам на 30 %, побудувати парк атракціонів і знайти інвестиції в інфраструктуру, освіту та інші сектори економіки.
Деякі журналісти охарактеризували багато її обіцянок як нереалістичні, оскільки реалізація таких проєктів виходить за межі повноважень Башкана. На виборах Гуцул підтримали олігарх і голова партії Ілан Шор, політичні діячки Марина Таубер і Регіна Апостолова, низка проросійських політиків та діячів культури. Її зокрема підтримали Філіп Кіркоров, Микола Басков, Стас Михайлов, які зняли кліп, в якому співали гімн АТО Гагаузія російською мовою, закликавши проголосувати за Гуцул, у фінансових звітах Гуцул витрати на відеокліп не вказані. У першому турі отримала 26,47 %, на 0,07 % більше, ніж у опонента Григорія Узуна, якого підтримувала партія ПСРМ; явка становила 57,8 %. У другому турі відбувся 14 травня 2023 року отримала 52,34 %, явка становила 54,56 %.
19 липня 2023 року після клятви на Конституції вступила на посаду Башкана Гагаузії.

## Політичні погляди
Відразу після перемоги на виборах Башкана Гагаузії Гуцул заявила, що хоче бути ближчою до РФ, що партія «Шор» є проросійською.
З березня 2024 року Гуцул часто відвідувала Москву з робочими візитами. Її заяви про обмеження прав гагаузів є наративами, які просуває Кремль. Під час зустрічі з Путіним вона обговорювала «складну регіональну та геополітичну проблематику, в епіцентрі якої знаходиться регіон».
Також вона звернулася до російської влади з проханням дозволити «Газпрому» постачати газ за спеціальною ціною безпосередньо в автономію. На брифінгу за підсумками свого візиту до Росії башкан також повідомила, що звернулася до Кремля з проханням відкрити спеціальні рахунки, на які можна було б переказувати гроші для «підвищення зарплат» мешканцям Гагаузії. За словами Гуцул, президент Росії Володимир Путін «висловив повну підтримку Гагаузії та мешканцям Молдови».
Крім того, Євгенія Гуцул заявляла про готовність відкрити у Москві представництво Гагаузії, на що в Кишиневі їй нагадали, що та не є окремим суб'єктом міжнародного права та входить до складу Молдови.
Гуцул заявила, що у разі потенційного об'єднання Молдови з Румунією хоче ініціювати вихід зі складу Молдови та готова просити Росію про «захист», якщо цьому перешкоджатимуть. Як зазначила Гуцул, Гагаузія виступає проти об'єднання з Румунією, і «багато мешканців автономії та всієї Молдови виступають проти вступу Молдови до ЄС». Американський Інститут вивчення війни пише, що недавні висловлювання Гуцул про можливість відокремлення Гагаузії від Молдови у разі об'єднання з Румунією — спроба Кремля «використовувати проросійських гравців у Молдові для дестабілізації молдовської демократії та суспільства, запобігання вступу Молдови до ЄС або навіть для виправдання майбутніх гібридних чи конвенційних операцій проти Молдови».
21 квітня 2024 року відбувся з'їзд, на який прибуло близько 500 прихильників молдовського олігарха-втікача Ілана Шора, що сховався в Москві. Угоду про об'єднання опозиційних політичних сил у блок «Перемога», окрім забороненої у Молдові партії «Шор», підписала і голова (башкан) Гагаузької автономії Молдови Євгенія Гуцул, яка стала виконавчою секретаркою національної політради. Для російської преси захід був названий «з'їздом молдовських політиків, які підтримують приєднання Кишинева до Євразійського економічного союзу».

## Розслідування
У січні 2022 року було відкрито кримінальну справу проти Гуцул за звинуваченнями в отриманні та переправленні грошей із Росії для фінансування нині забороненої у Молдові проросійської партії «Шор». За даними слідства, у 2019—2022 роках Гуцул, працюючи секретаркою партії «Шор», систематично ввозила до Молдови гроші, отримані від організованого злочинного угруповання з Росії. Згодом ці гроші були інтегровані у діяльність партії, щоб підтримати її активність на політичній арені Молдови. Є й інше звинувачення, за яким Євгенія Гуцул як співучасниця з жовтня по листопад 2022 року координувала діяльність деяких територіальних відділень колишньої партії «Шор» у районах Молдови. Вона відповідала за перевірку, затвердження списків та винагороду учасників акцій протесту перед державними установами Кишинева — Парламентом, Урядом, Президентурою, Генеральною прокуратурою тощо (при цьому акції організовувала партія, оголошена в країні неконституційною). Таким чином, вона свідомо брала участь у фінансуванні політичної партії від організованої злочинної групи на загальну суму близько 42,5 млн леїв (у перерахунку понад 2,2 млн євро).
24 квітня 2024 року Антикорупційна прокуратура Молдови повідомила, що завершила розслідування та передала до суду справу проти Євгенії Гуцул. Засідання у справі вже кілька разів переносили з різних причин. У разі доказу провини Євгенії Гуцул загрожує ув'язнення терміном від 2 до 7 років із забороною обіймати державні посади.
26 березня 2025 року Гуцул було затримано в аеропорту Кишинева. 28 березня Суд у Кишиневі (сектор Чекани) ухвалив клопотання прокуратури про попередній арешт Гуцул на 20 діб. Прокурор у справі Адріан Скутару зазначив, що слідство знайшло і надало достатні підстави, що доводять необхідність обрання запобіжного заходу у вигляді арешту.
9 квітня 2025 року Суд району Чокана в Кишиневі змінив запобіжний захід башкану (голові) автономного регіону Гагаузія Євгенії Гуцул та перевевів її під домашній арештна 30 днів.
5 серпня 2025 року Столичний суд сектору Буюкани (Кишинів) засудив башкана Гагаузії Євгенію Гуцул до семи років ув’язнення за незаконне фінансування проросійської партії «Шор», а також позбавив її можливості обіймати посаду, яку тимчасово виконує її перший заступник Ілля Узун.

## Санкції
У червні 2024 року США запровадили проти Гуцул санкції, за даними США, вона входить до злочинної мережі молдовського олігарха Ілана Шора.

## Родина
Одружена, має двох дітей.